# Siegfried Buytaert
Siegfried Buytaert (Tielrode, 9 juli 1928 - Sint-Niklaas, 7 januari 2012) was een Belgisch politicus voor de CVP.

## Levensloop
Aanvankelijk was hij meubelmaker en schrijnwerker. Hij werd ook lid van de Kristelijke Arbeidersjongeren (KAJ), waarvan hij tussen 1946 en 1952 leider was. In 1956 werd hij actief binnen de Christelijke Arbeidersbeweging. Hij was eerst propagandist van de KWB en in 1959 volgde hij Omer De Mey op als hoofd van de pensioendienst van de Christelijke Mutualiteit en als secretaris van KBG. Hij bleef dit tot zijn pensionering in 1988.
Vanaf 1965 zetelde hij in de gemeenteraad van Tielrode, nadien was hij er burgemeester van 1971 tot 1976. Bij de fusies der gemeenten ging in 1977 Tielrode op in Temse. Siegfried Buytaert werd er schepen en bleef dit twee legislaturen tot eind 1988. Zijn belangrijkste bevoegdheden waren sport en seniorenbeleid.
In Tielrode is de Siegfried Buytaertdreef naar hem vernoemd.